# 올리버 리델

올리버 리델 (Oliver Ollie Riedel, 1971년 4월 11일 ~ )은 인더스트리얼 메달 밴드 람슈타인의 베이시스트로 유명한 독일의 음악가이다.